# Arròs glutinós

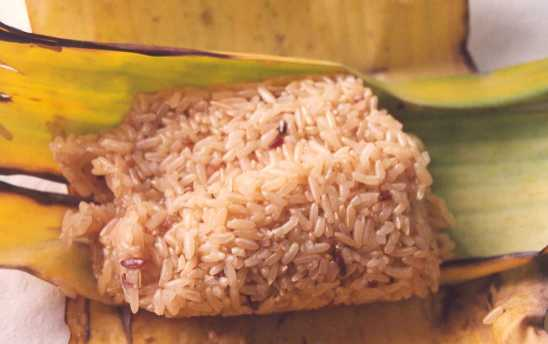
Arròs glutinós cuinat en una fulla de bananer.

L'arròs glutinós (Oryza sativa varietat glutinosa o glutinosa oryza, també anomenat arròs dolç, arròs mochi) és un tipus d'arròs asiàtic de gra curt que es torna especialment agafós quan es cuina. És per això que s'anomena "glutinós", perquè "s'aglutina", i no pas perquè contingui gluten, puix que precisamant aquesta varietat es caracteritza per no contenir-ne. No s'ha de confondre amb altres varietats d'arròs asiàtic que també es tornen adhesives en major o menor grau quan es cuinen. L'arròs glutinós es distingeix d'altres varietats perquè no té (o en té en quantitat negligible) amilosa i perquè posseeix d'altra banda molta amilopectina, que és el que li dona la seva qualitat agafatosa. Es cultiva a Bangladesh, la Xina, el Japó, Corea, les Filipines, Tailàndia, Laos (on representa prop del 85% de la producció arrossera del país), Indonèsia i el Vietnam.